# MB Miðvágur
MB Miðvágur, kortweg MB, is een voetbalclub op de Faeröer Eilanden uit Miðvágur op het eiland Vágar. Met oprichtingsdatum 21 januari 1905 is de club een van de oudste op de Faeröer.

## Mannen
Wanneer in 1942 de Meistaradeildin wordt opgericht zal het nog tot 1978 duren voordat MB op het hoogste niveau actief wordt. In 1979 en 1980 weet MB zich te handhaven, dan volgt  degradatie. In 1983 is de club voor een jaar terug in de hoogste klasse. In 1991 (met een derde plaats de hoogste eindpositie ooit) en 1992 zijn ze nog eventjes terug op het hoogste niveau (dan 1. Deild). In de daarop volgende seizoenen 1995-97 en 2000 was MB als participant in het samenwerkingsverband FS Vágar mede actief op het hoogste niveau. Nadat de participanten in 2004 ieder hun eigen weg weer gingen, kwam MB niet meer in de hoogste divisie uit.

### Erelijst
- 1. deild (3x):
  - 1977, 1982, 1989

- 2. deild (1x):
  - 2014

- 3. deild (1x):
  - 2005

## Vrouwen
Het eerste vrouwenelftal nam vier keer op het hoogste niveau deel aan de 1. Deild voor vrouwen (1985, 1986, 1991, 2009). In 2014 komt het uit in de 2. Deild voor vrouwen.

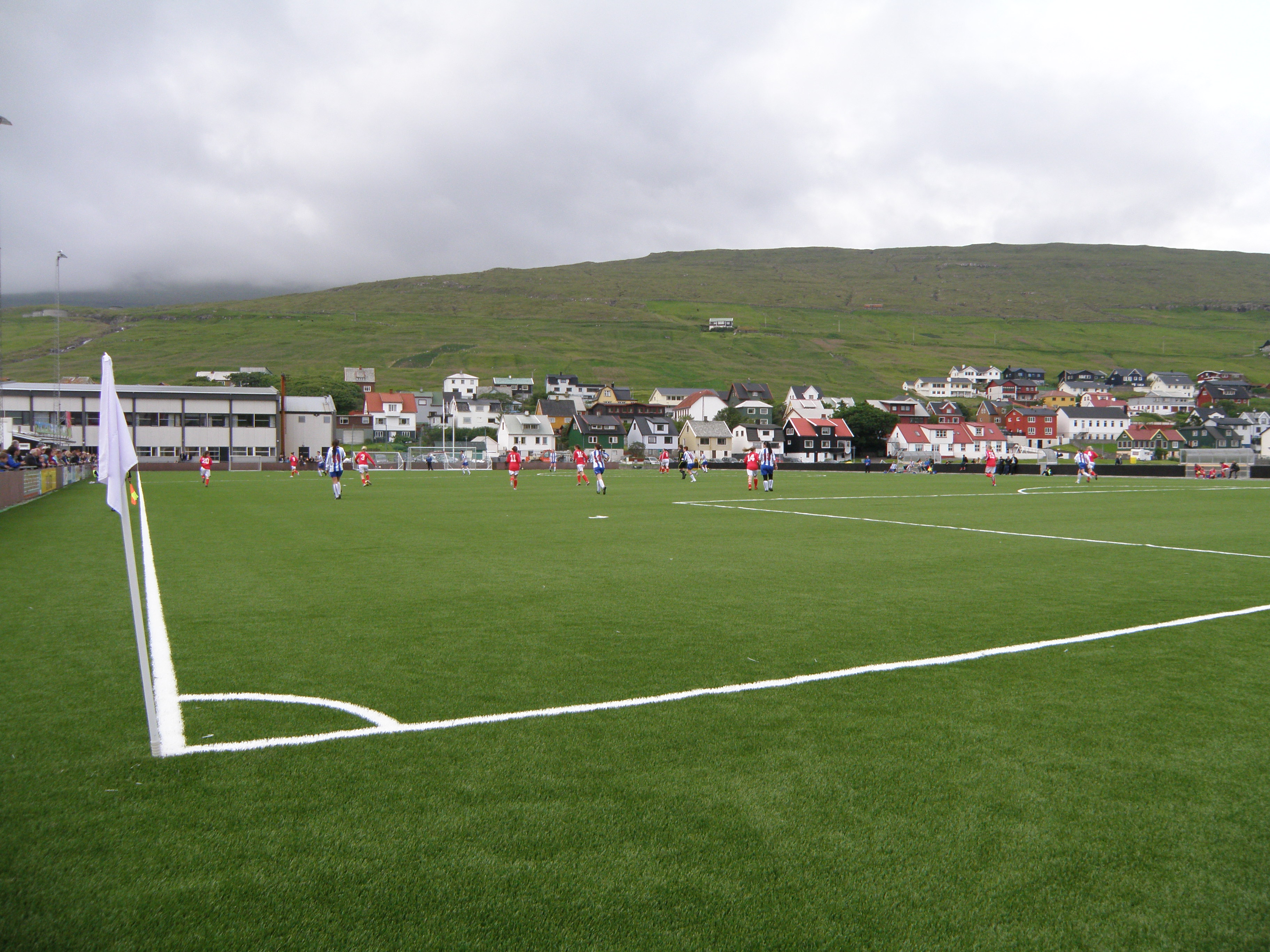
Voetbalveld van MB in Miðvágur.

## Accommodatie
In 2011 werd begonnen met de aanleg van een nieuw veld. Het oude kunstgras in Miðvágur voldeed niet meer aan de standaardeisen van de UEFA en voetbalbond van de Faeröer. Het vernieuwde kunstgrasveld werd bij de opening van het seizoen 2012 geopend.